# Cnemidocarpa areolata
Cnemidocarpa areolata är en sjöpungsart som först beskrevs av Heller 1878.  Cnemidocarpa areolata ingår i släktet Cnemidocarpa och familjen Styelidae. Inga underarter finns listade i Catalogue of Life.